# Desa Tambakan (administrativ by i Indonesien, Jawa Timur, lat -8,06, long 112,30)
Desa Tambakan är en administrativ by i Indonesien.   Den ligger i provinsen Jawa Timur, i den västra delen av landet, 600 km öster om huvudstaden Jakarta.